# Hieronim Feicht

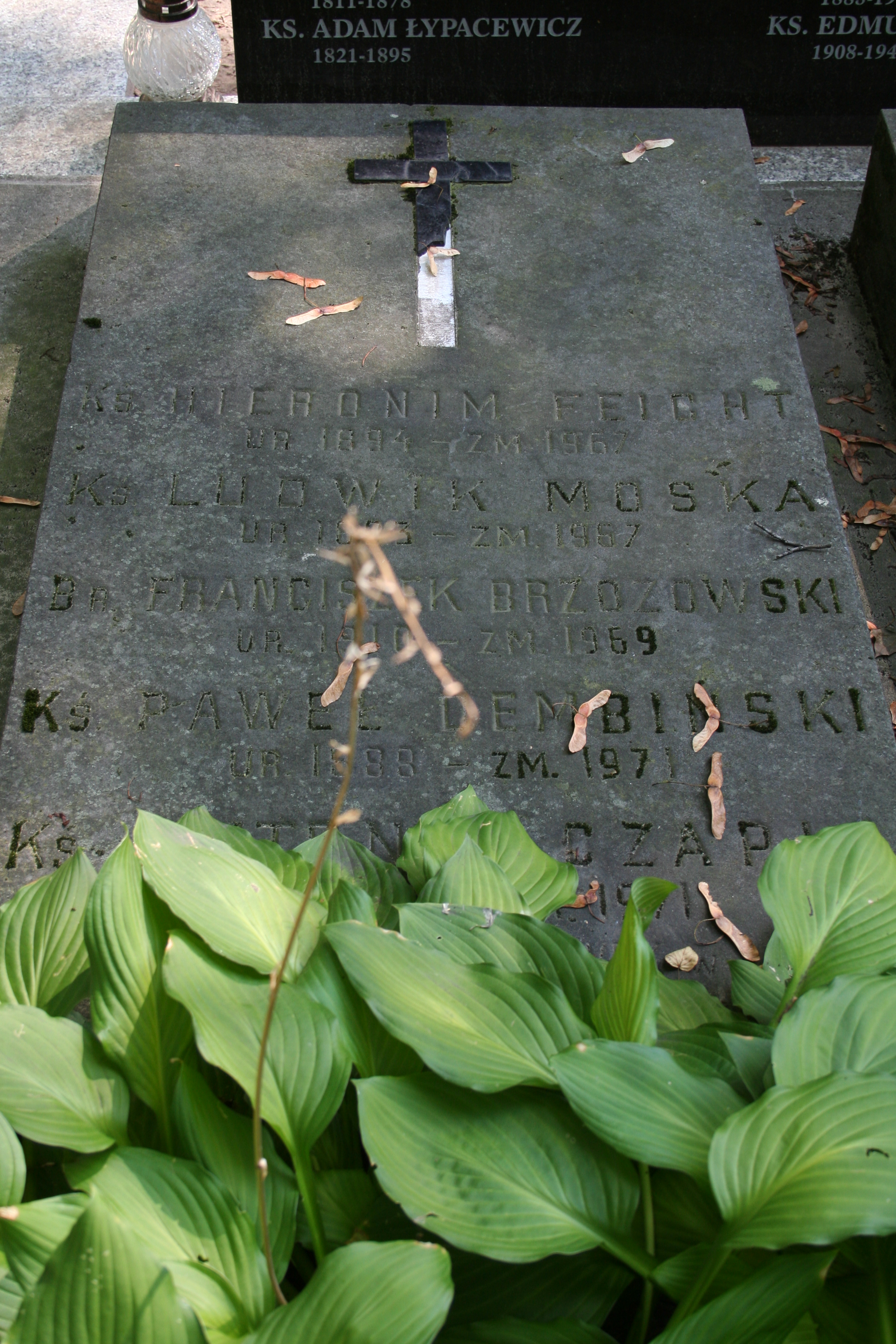
Grób Hieronima Feichta na warszawskim cmentarzu Powązkowskim

Hieronim Feicht (ur. 22 września 1894 w Mogilnie, zm. 31 marca 1967 w Warszawie) – polski prezbiter katolicki, misjonarz św. Wincentego a Paulo, muzykolog, pedagog muzyczny i kompozytor. Specjalizował się w muzyce dawnej, szczególnie polskiego średniowiecza, renesansu i baroku.

## Życiorys
Szkołę podstawową ukończył w Mogilnie, by rozpocząć później naukę w Małym Seminarium Zgromadzenia Księży Misjonarzy w Krakowie. W tym czasie uczył się też gry na organach i teorii muzyki u Bolesława Wallek-Walewskiego. W latach 1914–1918 odbył studia teologiczne w Instytucie Teologicznym Księży Misjonarzy. Święcenia kapłańskie otrzymał 24 czerwca 1917 w katedrze wawelskiej z rąk księcia-biskupa Adama Stefana Sapiehy. Początkowo pracę duszpasterską pełnił przy kościele pw. św. Wincentego na krakowskim Kleparzu, skąd przeniesiony został jako nauczyciel Małego Seminarium w Krakowie na Nowej Wsi. W 1919 r. mianowany został prefektem Małego Seminarium Arcybiskupiego we Lwowie. Jednocześnie rozpoczął naukę w konserwatorium lwowskim w zakresie kompozycji i gry na organach u Mieczysława Sołtysa. W 1921 podjął studia muzykologiczne na Uniwersytecie Jana Kazimierza u Adolfa Chybińskiego. W 1925 otrzymał stopień doktora z filozofii za pracę Kompozycje religijne Bartłomieja Pękiela.
W roku akademickim 1925/26 wykładał muzykologię na Uniwersytecie Jana Kazimierza we Lwowie, skąd w 1926 r. przeniesiony został do Wilna, gdzie pełnił funkcję dyrektor Małego Seminarium prowadzonego przez Księży Misjonarzy. W roku akademickim 1927/28 wyjechał na studia specjalistyczne z chorału gregoriańskiego do Fryburga w Szwajcarii, które odbył pod kierunkiem prof. Petera Wagnera. W latach 1928–1930 kierował Małym Seminarium w Krakowie, jednocześnie prowadząc zajęcia w Konserwatorium Towarzystwa Muzycznego w Krakowie. W 1930 r. został profesorem WSM w Warszawie. Jednak solidaryzując się z ówczesnym rektorem K. Szymanowskim, opuścił szkołę. W latach 1932–1934 działał w Bydgoszczy, następnie w Krakowie, gdzie zastała go wojna. Uciekając przed represjami przeczekał okupację w Olczy k. Zakopanego.
W 1946 r. podjął pracę dydaktyczną na Uniwersytecie Wrocławskim jako kierownik Zakładu Muzykologii. W tym samym roku uzyskał habilitację na Uniwersytecie Poznańskim na podstawie pracy poświęconej rondom Fryderyka Chopina. W 1948 r. mianowany został pierwszym rektorem Państwowej Wyższej Szkoły Muzycznej we Wrocławiu. W 1951 r. zrezygnował z funkcji i przez kolejny rok akademicki pełnił funkcję dziekana Wydziału I jednocześnie dojeżdżając z wykładami na Uniwersytet Warszawski. Od 1952 r. na stałe osiadł w Warszawie i objął kierownictwo Katedry Muzyki Polskiej. Prowadził również zajęcia z kontrapunktu staroklasycznego w PWSM. Po śmierci Chybińskiego (1953) prowadził też wykłady w Poznaniu, a od 1956 na KUL (kierował Katedrą Muzyki Kościelnej). W 1954 otrzymał tytuł profesora nadzwyczajnego, a w 1961 zwyczajnego.
Hieronim Feicht był członkiem Rady Naukowej Towarzystwa im. F. Chopina, Komitetu Historii i Teorii Sztuki PAN, PTPN, a w latach 1955–1956 wiceprezesem Związku Kompozytorów Polskich.
Zmarł w Warszawie, pochowany na cmentarzu Powązkowskim (kwatera 185-2-1-7 – KRZYŻ 1-3).

## Praca naukowa
Hieronim Feicht należy do drugiego pokolenia polskiej muzykologii, których studia przypadają na dwudziestolecie międzywojenne, ale których rozwój naukowy miał miejsce już po wojnie. Był badaczem pracowitym i dość skrupulatnym, na co wskazuje względnie mała liczba ogłoszonych prac ściśle naukowych przy jednoczesnej szerokiej tematyce, tak swojego dorobku w ogóle jak poszczególnych dzieł. Ważnym aspektem podkreślanych gł. w pracach syntetycznych był dla niego społeczny kontekst historii muzyki. Pomimo zastosowania szerokiego ujęcia w swoich pracach, w których korzystał w równym stopniu z ustaleń muzykologów, jak historyków i socjologów, szybko ukierunkował swoje zainteresowania. Koncentruje się na polskiej muzyce dawnej, szczególnie religijnej muzyce baroku. Feicht był poglądu, że ówczesna mu historiografia muzyczna uprawiana na Zachodzie pozostaje niepełna, gł. z powodu pozostawienia na marginesie środkowoeuropejskiej kultury muzycznej. Za Jacques’em Handschinem podjął się zadania przerzucenia środka ciężkości w muzykologicznym dyskursie akademickim z muzyki Europy Zachodniej, która rościła sobie prawa do pełnej reprezentacji muzyki Zachodu, czy Europy w ogóle.
Na pracy Feichta znaczny wpływ wywarła metoda faktograficzna, co przejawia się w drobiazgowym ujmowaniu tematu i szczegółowej analizie faktów historyczno-kulturowych. Wiernie wykorzystując tę metodę H.F. pozostaje powściągliwy w wysuwaniu wniosków i stroni od opracowań syntetycznych. Pomimo osobistych braków w ogólnohumanistycznej komparatystyce badań jego ustalenia, dzięki cyzelowanej analizie źródeł, bywają często odkrywcze, a wręcz pionierskie. Dzięki właśnie tej skrupulatności w podejściu do źródeł Feicht wnosi nowe dane materiałowe lub też rewiduje dotychczasowe poglądy na muzykę polską.
Muzykę europejską traktował zawsze w kontekście muzyki polskiej, aby lepiej ją zrozumieć. W najbardziej autonomicznej wersji jej poszczególne zagadnienia uważał jako ważne dla lepszego poznania muzyki rodzimej. Jest to najlepszy dowód na pogląd Feichta, mówiący o dostatecznym poznaniu muzyki zachodnioeuropejskiej przy dużej dysproporcji względem in. muzyk kontynentu. Z tych to przesłanek podejmował tematykę zachodnio- i ogólnoeuropejską.
Przez cały okres swojej działalności naukowej, rozpoczętej jeszcze przed wojną, główną tematyką, którą się zajmował, była polska muzyka baroku, choć pod koniec życia częściej sięgał do muzyki średniowiecza. Rozprawę doktorską poświęcił Bartłomiejowi Pękielowi.

### Publikacje
Pełna bibliografia tekstów H. Feichta obejmuje łącznie 196 pozycji. Obejmują one tylko 3 książki. Pierwszą z nich była Polifonia renesansu (1957), pierwsze polskie dzieło o charakterze podręcznika z tego zakresu. Książka jest oparta głównie na materiałach europejskiej muzyki i wykazuje bardzo dobrą w nich orientację, ale również wyjaśnia problematykę na bogatym materiale polskim. Drugą książką Feichta jest Bogurodzica ujęta monograficznie (1962; we współpracy z filologami J. Woronczakiem i E. Ostrowską). Nawiązując do wcześniej podjętych rozważań wysuwa tam śmiałą ówcześnie tezę o świeckim pochodzeniu tej pieśni religijnej, wywodząc jej początek od inspiracji francuskiego truwera Jehan de Braine. Do pozycji syntetycznych należą też obszerne autorskie rozdziały z pracy zbiorowej Z dziejów polskiej kultury muzycznej – w t. 1. zamieszcza Feicht obszerne informacje dotyczące polskiej muzyki Średniowiecza i baroku.
W latach 1970–1980 zespół muzykologów warszawskich pod kierownictwem Z. Lissy podjął się edycji i reedycji prac ważnych w dorobku Feichta, trudno dostępnych dla ówczesnego czytelnika pt. Opera Musicologica Hieronymi Feicht.

## Ordery, odznaczenia i nagrody
- Krzyż Kawalerski Orderu Odrodzenia Polski (11 lipca 1955)[11]
- Złoty Krzyż Zasługi (11 lipca 1951)[12]
- Medal 10-lecia Polski Ludowej (19 stycznia 1955)[13]
- Doroczna Nagroda Związku Kompozytorów Polskich (1963)[14]

## Upamiętnienie
W 1999 Sekcja Muzykologów Związku Kompozytorów Polskich ufundowała coroczną Nagrodę im. ks. prof. H. Feichta przyznawaną młodym muzykologom.